# Điệu nhảy dân gian Ba Lan
Điệu nhảy dân gian Ba Lan là một truyền thống bắt nguồn từ thế kỷ thứ 10 của văn hóa và lịch sử Ba Lan. Nhiều điệu nhảy xuất phát từ các phong tục và sự kiện lịch sử trong khu vực, nhưng cũng bao gồm các yếu tố khiêu vũ chính thức hoặc múa ba lê, và khác biệt với phong cách Séc, Slovak và Đức. Ngày nay, các điệu nhảy chỉ được thực hiện trong các sự kiện lớn, ngày lễ hoặc trong không gian công cộng theo định hướng du lịch.
Những điệu nhảy nổi tiếng và nổi tiếng nhất của Ba Lan bao gồm Krakowiak, Mazurka, Oberek, Polonaise và Bohemian Polka. Một nhà quảng bá vĩ đại của âm nhạc dân gian Ba Lan ở nước ngoài là nghệ sĩ piano và nhà soạn nhạc Frédéric Chopin, người thường kết hợp văn hóa dân gian vào các tác phẩm của mình.

## Tổng quát
Vũ điệu dân gian Ba Lan (số ít: taniec ludowy, phát âm [ˈtaɲɛts luˈdɔvɨ]; số nhiều: tańce ludowe [ˈtaɲtsɛ luˈdɔvɛ]) có xu hướng sống động, tràn đầy năng lượng và vui vẻ. Nhảy lò cò, xoay tròn, và các bước nhảy thể thao là phổ biến. Nhiều điệu nhảy liên quan đến một vòng tròn (tiếng Ba Lan: koło [ˈkɔwɔ] "vòng tròn", kołem [ˈkɔwɛm] "trong một vòng tròn") cùng các bạn nhảy. 

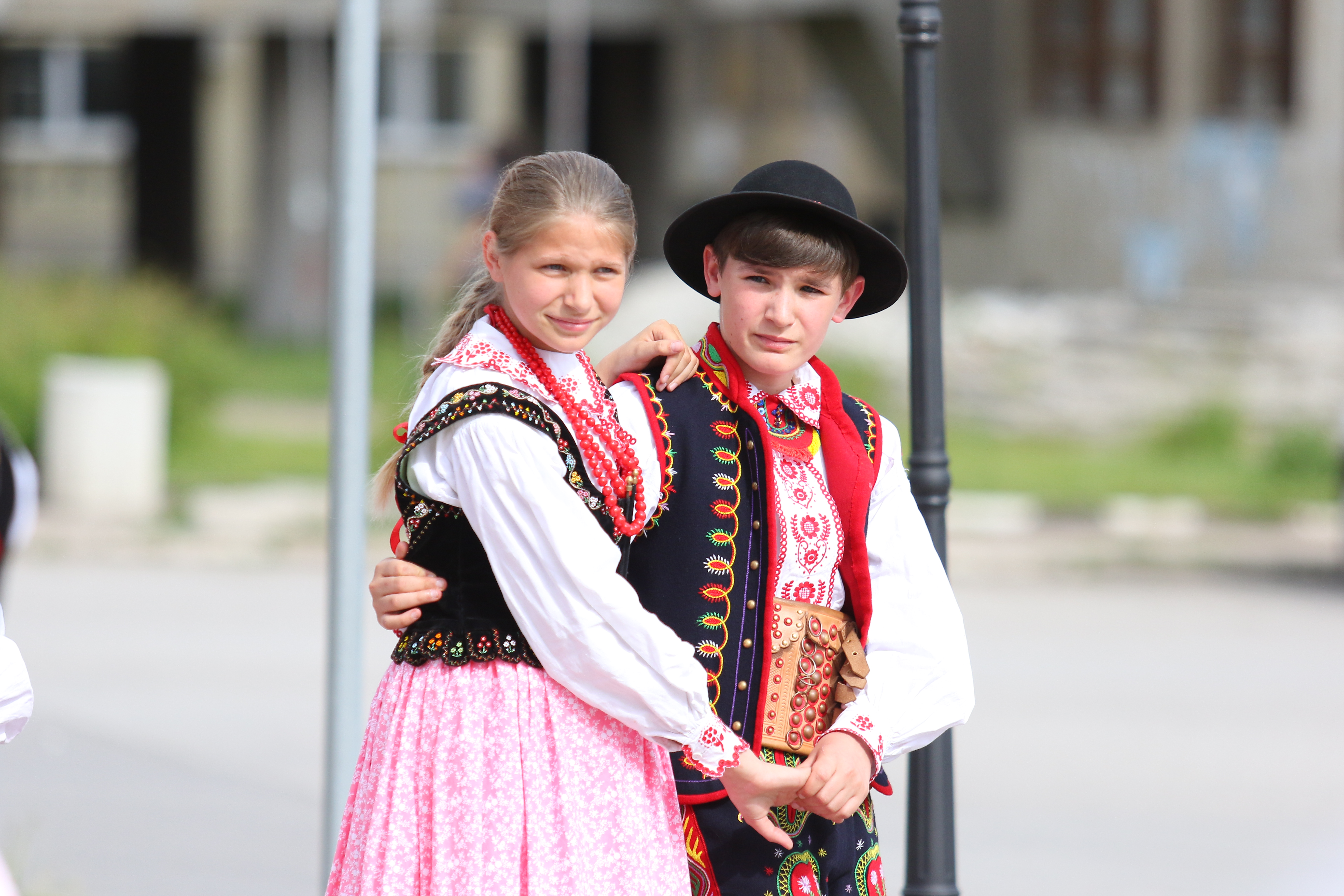

## Điệu nhảy dân tộc
Các điệu nhảy dân tộc của Ba Lan là Krakowiak, Kujawiak, Mazurek, Oberek và Polonaise. Những điệu nhảy này được phân loại là Dân tộc, bởi vì hầu hết mọi khu vực ở Ba Lan đã thể hiện một loạt các điệu nhảy này. Nhiều điệu nhảy trong số này đã được đưa lên sàn khiêu vũ sau khi Napoleon mở rộng sang Trung và Đông Âu, nơi mang đến sự quý phái của Pháp bắt chước phong cách khiêu vũ của nông dân Ba Lan và thêm hương vị của múa ba lê.

### Krakow
Krakowiak (phát âm [kraˈkɔvʲak]), còn được gọi là Cracovienne, là một điệu nhảy Ba Lan nhanh, được cách điệu trong nhịp đôi từ khu vực Kraków và Hạ Ba Lan. 

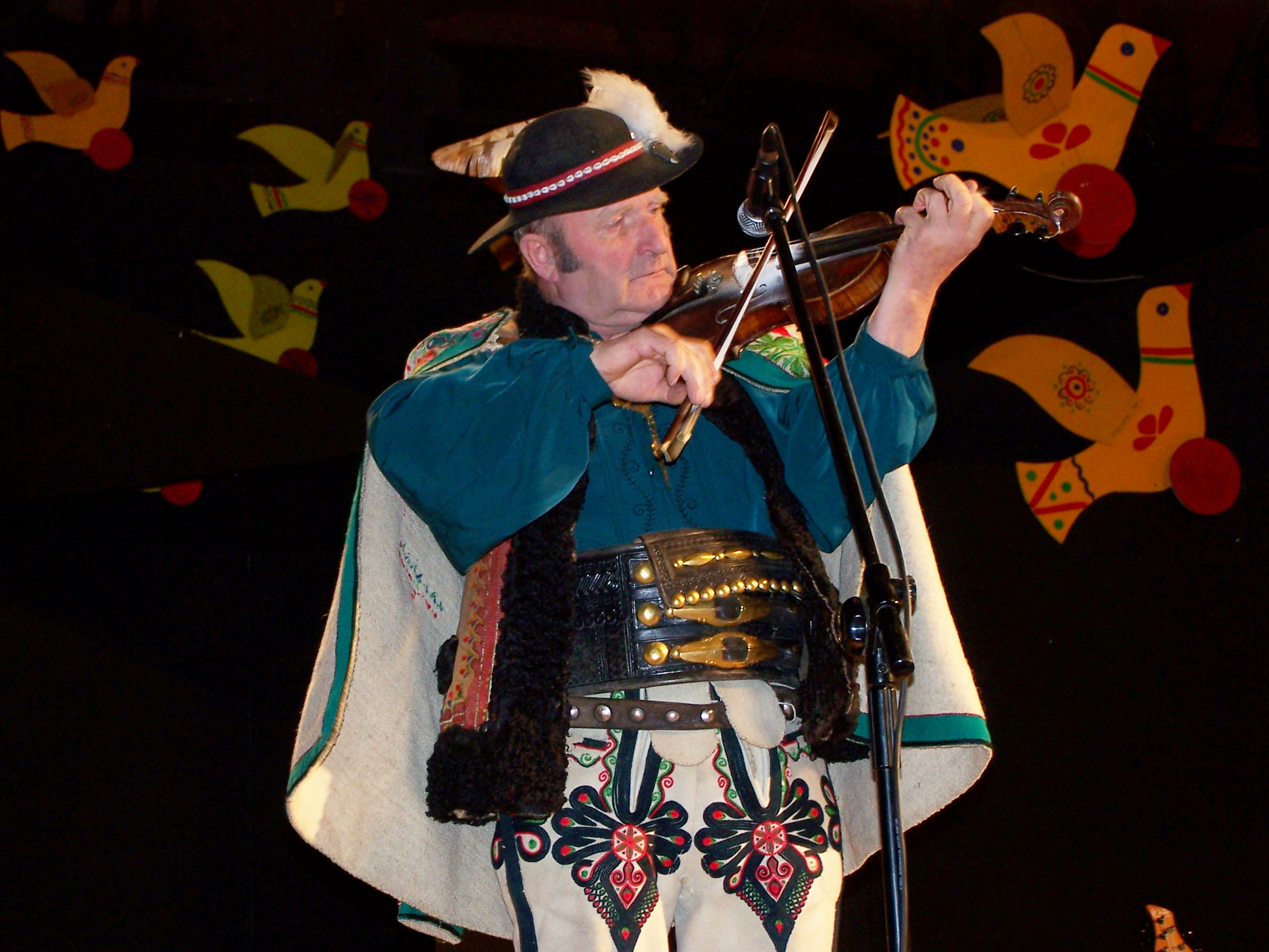
Goral of Podhale - thành viên của ban nhạc dân gian Trebunie-Tutki từ Zakopane.

### Kujawiak
Kujawiak [kuˈjavʲak] là một điệu nhảy từ vùng Kuyavia ở miền trung Ba Lan. Lãng mạn nhất trong các điệu nhảy dân tộc, Kujawiak là một điệu nhảy chậm trong trên nhịp 3
4, nhảy với các cặp vợ chồng.

### Mazur
Mazur là một điệu nhảy nhanh hơn trong đó các cặp diễn lướt trên sàn nhà. Điệu nhảy được pha trộn rất nhiều với ảnh hưởng của Pháp và các vũ công di chuyển với sự duyên dáng và tốc độ. Mazur là một trong những ảnh hưởng lớn nhất của Chopin khi sáng tác nhạc của ông.

### Oberek
Oberek là một điệu nhảy nhanh, hoạt bát trong nhịp 3
8. Từ "oberek" có nguồn gốc từ "obrot" có nghĩa là "di chuyển". Những bước nhảy vọt và những chiến công của thể thao được thể hiện bởi những người đàn ông.

### Phòng khám
Polonaise là trang trọng nhất trong các điệu nhảy dân tộc. Nhảy múa trên nhịp điệu 3
4, Polonaise thường là điệu nhảy đầu tiên tại các sự kiện lớn. Ở Ba Lan, Polonaise được gọi là Polonez, hay thường ít hơn là Jigzony (nghĩa đen là "điệu nhảy đi bộ").

## Điệu nhảy ở các địa phương
Các điệu nhảy ở các địa phương Ba Lan là những điệu nhảy cụ thể cho một khu vực hoặc thành phố nhất định. 

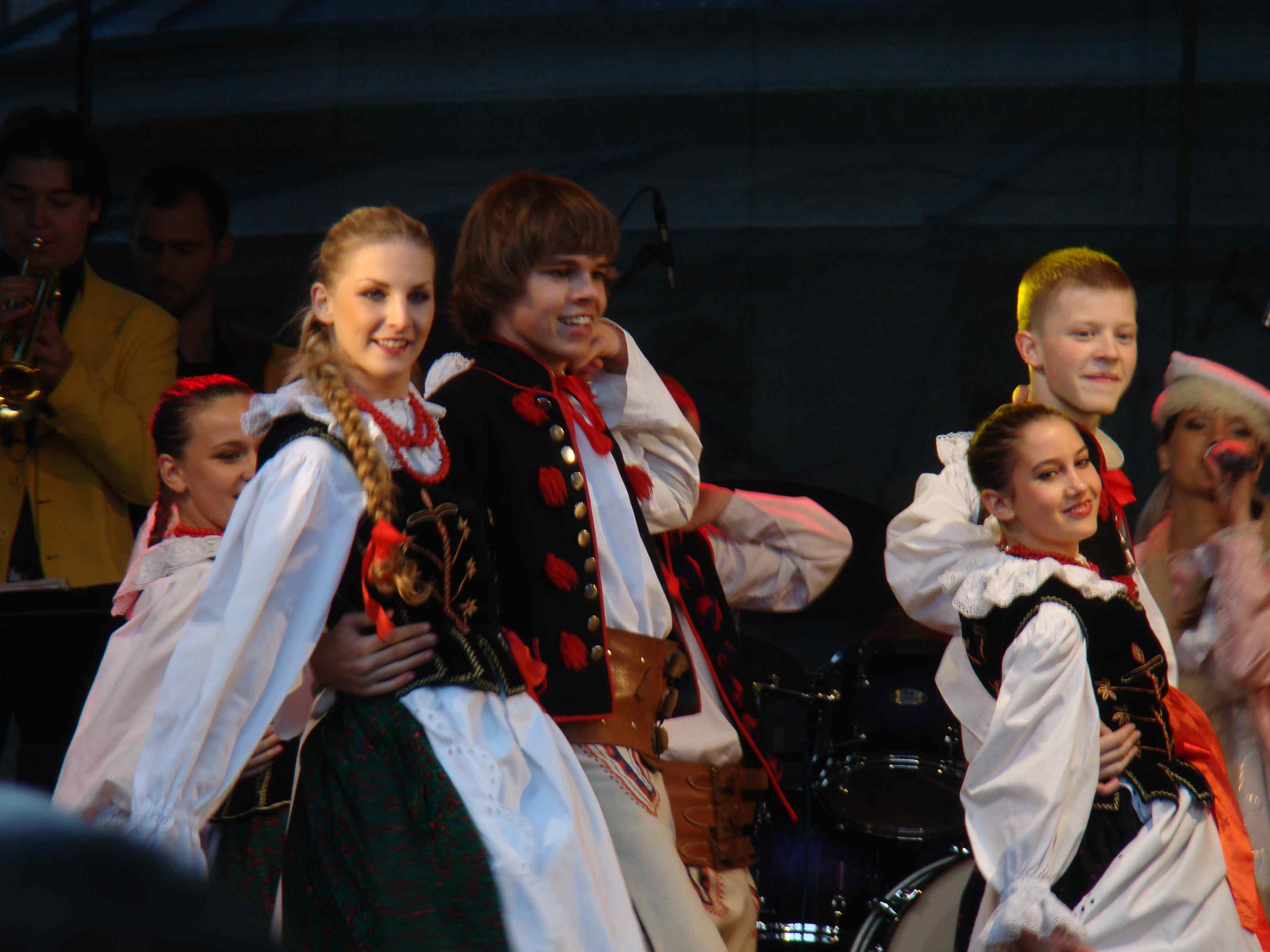
Gorals của Żywiec (2008)

### Podhale
Miền Nam Ba Lan có văn hóa của người Goral, người vùng cao Ba Lan và người dân tộc đến các vùng núi. Những điệu nhảy này được những người định cư Vlach mang đến vào thế kỷ 17. Các phiên bản rất giống nhau có thể được tìm thấy tại cộng đồng người Goral ở Slovakia và Cộng hòa Séc. Nhịp điệu âm nhạc của họ khác với các bản sao nhịp đôi hoặc nhịp ba của vùng đồng bằng.

### Silesia
Silesia là một khu vực do Đức kiểm soát tại một thời điểm, với đa số người Ba Lan phát triển mạnh ở Thượng Silesia. Các bài hát và điệu nhảy của nó đơn giản hơn, nhưng rất giống với các điệu nhảy phía Nam của họ; Slovakia và Cộng hòa Séc.
Những bài hát của Silesian như Szła Dzieweczka (Cô gái đi bộ) đã được phổ biến ở Ba Lan và nước ngoài nhờ các bài hát của Śląsk Song and Dance và Mazowsze (nhóm dân gian).

### Beskid
Điệu nhảy Beskid phổ biến ở Silesia và Żywiec, nằm ở phía Tây Nam Ba Lan.

### Warmia và Kashubia
Những vùng biển và hồ này sản sinh ra những bài hát và điệu nhảy được biểu diễn bởi các thủy thủ, ngư dân và thương nhân.

### Rzeszów
Các bài hát và điệu nhảy từ khu vực Rzeszów liên quan đến các khía cạnh như nhịp độ nhanh, vui tươi và đầy màu sắc.

### Lublin
Khu vực Lublin là khu vực màu sắc nhất trong tất cả các khu vực Ba Lan. Các điệu nhảy của nó chứa các polka nhanh như Cygan ("Gypsy") và polka Podlaska ("Podlachian polka").

## Nhóm dân tộc
Các nhóm nhạc và vũ điệu dân gian Ba Lan (bằng tiếng Ba Lan: Zespół Pieśni i Tańca hoặc ZPiT) bao gồm:
- Mazowsze (nhóm dân gian)
- Śląsk Song and Dance
- Harnam